# Arif Tabrizi
Arif Tabrizi (en azerí: Arif Təbrizi; Siglo XVIII – 1805) fue un poeta azerbaiyano que escribió principalmente gazales.

## Biografía
Se desconoce la fecha de nacimiento del poeta. Se sabe que nació en Tabriz y pasó la mayor parte de su vida allí. Se presta especial atención a los motivos con la temática del sufrimiento, la añoranza y la tristeza en sus gazales. Algunas de sus obras se recopilan en la colección de libros de la investigadora Mirza Huseyn Efendi Gayibov llamada "La colección de poemas de poetas famosos en Azerbaiyán". Arif Tabrizi murió en 1805.